# Abadín
Abadín – niewielka miejscowość w Hiszpanii w regionie Galicja w prowincji Lugo, położona 47 km od Lugo. Miasto liczne z różnorodnych fiest należące do najpopularniejszych miejsc turystycznych w Galicji. 